# Enclave du massif du Marguareis
L'enclave du massif du Marguareis est un ensemble karstique faisant partie de  l'ouest des Alpes Ligures (Alpi del Marguareis (it)). Elle appartient à la commune française de La Brigue au nord du département des Alpes-Maritimes, en région Provence-Alpes-Côte d'Azur et est enclavée entre la commune de Tende et l'Italie.

## Localisation et accès
Seule une piste italienne traverse le massif. Elle part du col de Tende, pénètre dans l'enclave au col de la Boaïra (it) et en ressort par le col des Seigneurs (en) pour rejoindre Monesi (commune de Triora),.
| Limone Piemonte (Italie) | Briga Alta (Italie)               | Chiusa di Pesio (Italie) |
| Limone Piemonte (Italie) | l'enclave du massif du Marguareis | Briga Alta (Italie)      |
| Tende                    | Tende                             | Briga Alta (Italie)      |

## Histoire
Brigue appartenait à l'Italie jusqu'au traité de Paris en 1947. Celui-ci a décrété son rattachement à la France sauf sa partie Est (Briga Alta) qui est restée italienne, entrainant la séparation en deux de "la Brigue" devenue française. Il en a découlé la création d'une exclave inhabitée. Tende a également été transférée (intégralement) à la France par le même traité.

## Géographie
Entre la cime du Coin (2 259 mètres) à l'ouest et la cime de Pertègue (en) à l'est, le territoire, étendu sur 900 hectares, est situé à plus de 2 000 mètres d'altitude au-dessus de la limite supérieure de la forêt. Il s'agit d'une zone d'alpage principalement pour les troupeaux italiens de Mondovi et de Limone Piemonte. Les seules traces de présence humaine sont le gias et la vacherie de Malabergue. 
L'enclave est dominée par la pointe Marguareis culminant à  2 650 mètres d'altitude. Les autres sommets, sur la crête frontalière, sont la Tête Chaudon (it) et la pointe Straldi (it) (Mont de Carsène à 2 383 mètres), alors que le centre de l'enclave est occupé par  la Cime de Malabergue (it) (2 188 mètres), le Castel Chevolail (2 274 mètres) et le Castel Frippi (2 256 mètres).
Constitué de calcaire, le sous-sol présente de nombreuses cavités et des gouffres plus ou moins profonds fréquemment explorés par des spéléologues expérimentés. Les plus grandes cavités sont sur le versant italien : Complexe de Piagga Bella de 43 kilomètres de développement pour 961 mètres de profondeur mais des gouffres profonds existent aussi du côté français : aven de l'Ail de 563 mètres de profondeur,.